# Werinhar (St. Gallen)
Werinhar war von 1083 bis 1086 Gegenabt des Klosters St. Gallen. Über das Leben vor und nach seiner Tätigkeit in St. Gallen ist nichts bekannt. Weder im Necrologium von St. Gallen noch in jenem von Reichenau ist er fassbar.

## Wirken
Im Zuge des Investiturstreits ersetzte Gegenkönig Hermann von Salm den von seinem Vorgänger Rudolf von Schwaben ernannten St. Galler Gegenabt Lutold durch den Reichenauer Mönch Werinhar. In der Folge versuchte der Reichenauer Abt Ekkehart wiederholt, Werinhar in St. Gallen einzusetzen. Tatsächlich stand Werinhar allerdings nur für eine kurze Zeit, wahrscheinlich um das Jahr 1086, als der von König Heinrich IV. ernannte Abt Ulrich von Eppenstein das Patriarchat von Aquileia antrat, an der Spitze der Abtei. Allerdings wurde er von den St. Galler Gefolgsleuten Ulrichs dermassen bedrängt, dass er noch im selben Jahr offenbar freiwillig sein Amt niederlegte.